# Born Again (álbum de Black Sabbath)
Born Again es el undécimo álbum de estudio de la banda británica de heavy metal Black Sabbath. Se publicó el 7 de agosto de 1983 en Europa a través de la discográfica Vertigo y el 4 de octubre de 1983 en Norteamérica, por Warner Bros. Este trabajo es el único con el vocalista de Deep Purple Ian Gillan y el último con el batería original Bill Ward. Aunque el álbum recibió principalmente críticas negativas, fue un éxito comercial, especialmente en el Reino Unido, donde llegó al top 5; la mejor posición del grupo desde Sabbath Bloody Sabbath (1973). La portada y la mezcla a menudo recibieron críticas por ser de mala calidad. Para promocionar el álbum, la banda realizó una gira con el batería de Electric Light Orchestra Bev Bevan, que reemplazó a Ward. El mánager del grupo, Don Arden, ordenó la creación de una réplica del monumento de Stonehenge como parte de la escenografía, pero un error en las medidas provocó que fuera tres veces más grande que el original.

## Antecedentes y grabación
Tony Iommi, Geezer Butler, Bill Ward y Ozzy Osbourne fundaron Black Sabbath en 1968. Esta formación permaneció estable hasta la salida de Osbourne a finales de la década de 1970, tras lo cual Ronnie James Dio, exvocalista de Rainbow, fue su sustituto. Ward dejó la banda tras la grabación de Heaven and Hell y lo reemplazó Vinny Appice. Esta formación, que grabó el álbum Mob Rules, no permaneció mucho tiempo, pues Dio anunció su salida para comenzar su proyecto en solitario, con la colaboración de Appice. Black Sabbath quedó entonces sin cantante y sin batería.
Los restantes miembros del grupo, Iommi y Butler, se reunieron en un pub con el exvocalista de Deep Purple, Ian Gillan, que había disuelto su proyecto homónimo a causa de nódulos en sus cuerdas vocales. Sin embargo, Gillan no se mostró muy entusiasmado por unirse a Black Sabbath. El vocalista declaró más tarde: «Al principio no quería ni oír hablar del tema. Nunca me había gustado la imagen de Sabbath y no era capaz de ponerme al frente de un grupo con un mensaje negativo».
Finalmente, Iommi y Butler convencieron al vocalista para que cooperara con ellos. Cuando la noticia se difundió al público surgieron distintas opiniones entre los aficionados de Black Sabbath y Deep Purple. No obstante, Gillan aclaró que sólo cooperaría con los miembros de Black Sabbath, pero que no se uniría a la banda. El álbum que iban a grabar sería publicado como un proyecto «Gillan/Iommi/Butler».
La discográfica Vertigo Records no aceptó publicar el álbum bajo otro nombre que no fuera Black Sabbath. Cuando la prensa conoció la noticia del ingreso de Ian Gillan en esta, pronto comenzaron a llamar al grupo con el nombre «Deep Sabbath». Bill Ward, que tenía problemas con su alcoholismo, ocupó el puesto de batería. No obstante, se mantuvo sobrio durante las sesiones de grabación del álbum. Tras terminar la grabación, la banda descubrió que el álbum había sido mezclado de manera poco satisfactoria. Gillan dijo en varias ocasiones que Butler había modificado la mezcla del disco, pero el bajista desmintió tal acción.

## Canciones

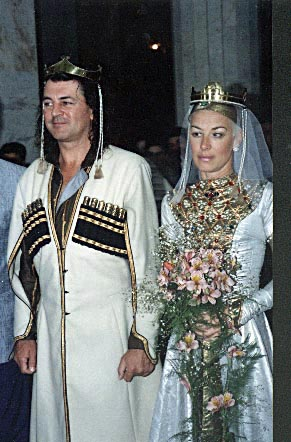
Ian Gillan dedicó «Keep It Warm» a su esposa Bron. En la imagen, la pareja renovando sus votos en 1990.

El álbum comienza con el sencillo «Trashed», que según el biógrafo Joel McIver, recuerda al tema de Deep Purple «Speed King». Con un ritmo muy rápido, las letras hablan sobre tequila, whisky y automóviles. La canción está inspirada en un accidente sufrido por Gillan cuando conducía ebrio por una pequeña pista de carreras. El coche salió volando y aterrizó sobre su techo a escasos metros de una piscina. «Stonehenge» tiene una duración de menos de dos minutos y es completamente instrumental. Estilísticamente, puede ser considerada como representante de la música ambiental.
«Disturbing the Priest», por su título —en español: Perturbando al sacerdote— llevó a que algunos seguidores cristianos calificaran a la banda como «diabólica». Sin embargo, la canción está inspirada en un suceso real. Según Gillan, Black Sabbath estaba en un ensayo muy ruidoso con la puerta de la sala abierta (debido al calor), cuando un pastor local entró para interrumpir el ensayo. Éste alegó que la música sonaba muy bien, pero que el excesivo ruido molestaba a los miembros del coro de la iglesia cercana y solicitó a la banda que cerraran la puerta. Con apenas medio minuto de duración, la siguiente es la instrumental «The Dark», que sirve como introducción del siguiente tema; «Zero the Hero», considerado por McIver como uno de los aspectos más destacados del álbum y que se compone de una serie de riffs de Iommi.
La cara B comienza con el ritmo rápido de «Digital Bitch», letra en cuestión menciona que los ordenadores tendrán el control de la humanidad. A menudo se ha comentado que ésta pueda tratar sobre Sharon Arden, hija del mánager del grupo Don Arden y esposa de Ozzy Osbourne. Gillan dijo más tarde: «Recuerdo con exactitud la mujer que inspiró la canción, pero lo único que voy a revelar es que ni ella, ni su padre, tenían nada que ver con los ordenadores». «Born Again» es lenta y épica. Su letra se introduce en la temática de los dragones, algo típico en las canciones de la banda con el anterior cantante, Ronnie James Dio. «Hot Line» se compone de varios riffs, acompañados por los gritos de Gillan. El tema que cierra el álbum, «Keep It Warm», trata sobre un hombre preocupado con el compromiso con su pareja. Gillan escribió esta canción para su novia Bron, con quien se casaría en 1984.

## Diseño artístico
Steve Joule, que había contribuido en algunos trabajos en solitario de Ozzy Osbourne, realizó la portada de Born Again. Cuando se le pidió que la diseñara, Joule temió que su relación con Osbourne se complicara por trabajar con sus excompañeros, por lo que les envió varios bocetos mal hechos para que la banda los rechazara. Sin embargo, su trabajo gustó y le ofrecieron un contrato que finalmente aceptó. Para realizar la portada, el artista, que en aquellos momentos consumía bastantes drogas y alcohol, se inspiró en la primera página de un número de la revista Mind Alive de 1968. La portada de la revista incluía un bebé recién nacido en pleno llanto, que Joule modificó: utilizó colores psicodélicos y añadió al niño colmillos, garras y cuernos amarillos. Gillan dijo que la portada le pareció horrible, tanto que tras recibir una caja con veinte copias y ver la portada vomitó y tiro la caja por la ventana. Iommi y Butler, sin embargo, quedaron satisfechos.
Tras el lanzamiento del álbum se comprobó que la portada era similar a la del sencillo «New Life» de Depeche Mode, publicado dos años antes; pero no hubo ningún problema entre ambas bandas. La carátula del álbum a menudo es incluida entre las peores de la historia. La revista Classic Rock escribió: «El álbum no es tan malo como lo pintan, a pesar de una horrible portada realizada en cinco minutos tras una comida de borrachos».

## Gira promocional

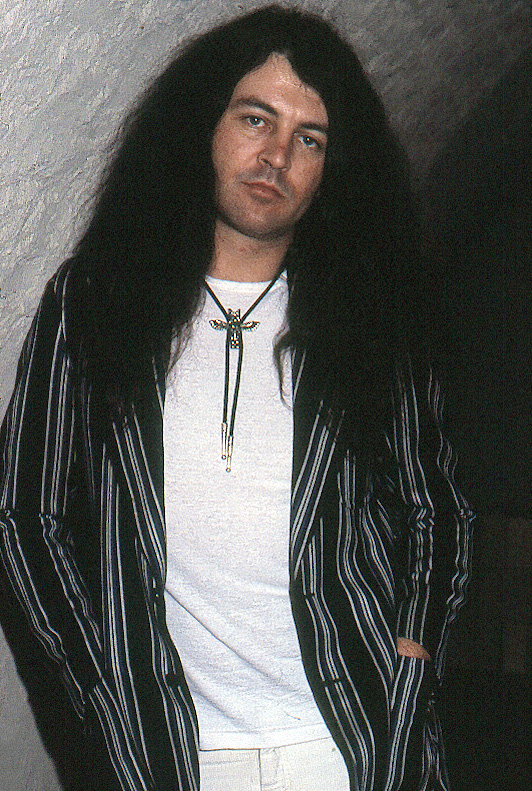
Ian Gillan antes de una actuación en la Plaza de toros Monumental de Barcelona en septiembre de 1983.

### Cambios en la formación
Antes del comienzo de la gira, el batería Bill Ward dejó la banda. Había permanecido mucho tiempo sobrio y tenía temor a embarcarse en una nueva gira. Su sustituto fue Bev Bevan, exmiembro de Electric Light Orchestra. Bevan era un amigo de la infancia de Iommi y Butler, y accedió gratamente a unirse a la banda. Ward comenzó a beber una vez que el álbum estuvo terminado y en los próximos cuatro meses se agravó su nivel alcoholismo. La depresión y el estancamiento mental llevaron a que el batería intentara suicidarse. Tras estos problemas, Ward optó por dejar la bebida y comenzar su rehabilitación.

### Conciertos
Las bandas elegidas para abrir los conciertos de Black Sabbath fueron Quiet Riot, Lita Ford y Diamond Head. La gira comenzó en agosto de 1983, con una veintena de conciertos en Europa que finalizaron a mediados de octubre. Tras sus actuaciones en Europa, continuaron su gira en Norteamérica en octubre y noviembre. El último mes del año, Black Sabbath no realizó ningún concierto; la gira se reanudó en enero del año siguiente y terminó dos meses más tarde. Una actuación en Savannah, Georgia, tuvo que ser cancelada por la presión de una congregación baptista, la cual alegaba que la banda emitía un mensaje contra el cristianismo.
La interpretación del tema de Deep Purple «Smoke on the Water» fue una de las características de la gira. Tras terminar los conciertos, Gillan pensó en preparar un álbum en solitario y posiblemente otro con Black Sabbath. Bevan dejó el grupo para volver a unirse a Electric Light Orchestra, lo que hizo que Butler e Iommi pensaran en una posible reunión con Bill Ward.

### Stonehenge
Para las actuaciones de la banda, Don Arden ideó una decoración inspirada en el monumento de Stonehenge de una altura de quince pies. Sin embargo, el mánager cometió un error y en vez de quince pies solicitó un monumento de quince metros; tres veces más grande que el real. Realizar el monumento supuso un gran coste de dinero y su tamaño era tan grande que no cabía en casi ningún escenario. La banda utilizó piezas separadas de la utilería en algunos conciertos, pero solo en el festival de Reading pudieron utilizar el monumento al completo.
Además del monumento, también incluyeron un enano caracterizado como el bebé de la portada del álbum. La película This Is Spinal Tap (1984) parodió la gira: los protagonistas, un grupo de metal, utilizan enanos y un monumento de Stonehenge en su escenario que, debido a unos problemas con las medidas, es más pequeño.

### Tras la gira
Aunque inicialmente Gillan había anunciado que volvería a trabajar con Black Sabbath, tanto él como Bevan revelaron que tras la gira abandonarían la banda, cosa que sucedió en marzo de 1984. El batería volvió a unirse a sus compañeros de Electric Light Orchestra y el vocalista, debido a la reunión de Deep Purple, dejó el grupo sin comunicárselo a los demás miembros. Años más tarde, Gillan volvió a reunirse con Iommi para el proyecto WhoCares.

## Lanzamiento
Black Sabbath publicó Born Again en Gran Bretaña en agosto de 1983 y en los Estados Unidos unos meses más tarde. «Trashed» se puso a la venta como sencillo, con «Zero the Hero» o «Stonehenge» como cara B, dependiendo de la edición. La banda grabó vídeos musicales para «Trashed» y «Zero the Hero», en los que los miembros aparecen actuando en el escenario. En mayo de 2011 reeditaron el álbum con un segundo CD que incluye la actuación de Black Sabbath en el festival de Reading de 1983.

## Recepción

### Comercial
El álbum alcanzó la cuarta posición en la lista de Reino Unido, el mejor puesto para la banda desde Sabbath Bloody Sabbath (1973). No obstante, vendió menos copias que sus antecesores Heaven and Hell (1980) y Mob Rules (1981), que consiguieron la certificación de disco de oro y plata de la BPI respectivamente. Por otra parte, Born Again tuvo una buena acogida en los países escandinavos, donde alcanzó el top 15 en Noruega, Suecia y Finlandia. Sin embargo, en Norteamérica no logró superar las posiciones conseguidas por los álbumes grabados por Dio. En Nueva Zelanda logró llegar al top 50, mientras que en Japón alcanzó el puesto 133.

### Crítica
| Fuente        | Calificación |
| ------------- | ------------ |
| Allmusic      | [ 2 ]        |
| Rolling Stone | [ 54 ]       |

El álbum recibió críticas negativas tras su publicación y muchos expresaron su descontento por ser inferior a los álbumes clásicos de la banda. Eduardo Rivadavia del sitio web Allmusic lo calificó como «espantoso» y añadió que «el estilo blues de Gillan y las letras humorísticas son totalmente incompatibles con los señores de las tinieblas». En una de sus primeras reseñas, la revista Classic Rock calificó el álbum como: «Una versión poco inspirada de Deep Purple haciendo una parodia espeluznante de Black Sabbath» y recomendó a sus lectores que lo evitaran. Sin embargo, años más tarde, el redactor de la misma publicación, G. Barton; declaró: «Sin duda el rock'n roll de Gillan y el enfoque tradicional de Black Sabbath son una explosiva mezcla. La fidelidad nítida que ofrece el CD sobre el vinilo beneficia al álbum».
Con el tiempo, el álbum se consideró una obra de culto. El exvocalista Ozzy Osbourne dijo: «Es lo mejor que he escuchado de la banda tras la separación de la formación original». Jan M. Ekblad escribió en la biografía de Deep Purple que «con esos riffs tan duros, Born Again es uno de los álbumes más pesados de la historia del rock». Bill Stevenson, batería de Black Flag, opinó: «Amo ese disco. Es como un bulldozer sobre tu cabeza. Tomaron Vol. 4 y lo volvieron extremo. “Trashed” y “Disturbing the Priest” son ideales, ¡por fin Black Sabbath tenían un cantante de verdad!».
Entre las canciones del disco destaca «Zero the Hero», versionada más tarde por la banda de death metal Cannibal Corpse e incluida en el EP Hammer Smashed Face (1993). Chris Barnes, vocalista de la banda en aquel momento, declaró que es uno de sus temas favoritos y que Born Again era su álbum de Black Sabbath preferido. Lars Ulrich, batería de Metallica, lo mencionó como uno de los mejores discos de Black Sabbath.

## Lista de canciones
Todas las canciones compuestas por Tony Iommi, Geezer Butler, Ian Gillan y Bill Ward, excepto donde se indique.
Lado A
| N.º | Título                      | Duración |  |
| 1.  | «Trashed»                   | 4:10     |  |
| 2.  | «Stonehenge» (instrumental) | 1:57     |  |
| 3.  | «Disturbing the Priest»     | 5:48     |  |
| 4.  | «The Dark» (instrumental)   | 0:31     |  |
| 5.  | «Zero the Hero»             | 7:45     |  |

Lado B
| N.º   | Título          | Escritor(es)           | Duración |  |
| 6.    | «Digital Bitch» |                        | 3:35     |  |
| 7.    | «Born Again»    |                        | 6:30     |  |
| 8.    | «Hot Line»      | Iommi, Butler y Gillan | 4:50     |  |
| 9.    | «Keep It Warm»  | Iommi, Butler y Gillan | 5:34     |  |
| 41:04 |                 |                        |          |  |

| Segundo CD de la reedición de 2011 |                                               |                                                               |          |  |
| N.º                                | Título                                        | Escritor(es)                                                  | Duración |  |
| 1.                                 | «The Fallen»                                  |                                                               | 4:27     |  |
| 2.                                 | «Stonehenge»                                  |                                                               | 4:43     |  |
| 3.                                 | «Hot Line»                                    | Iommi, Butler y Gillan                                        | 4:54     |  |
| 4.                                 | «War Pigs»                                    | Iommi, Butler, Ozzy Osbourne y Ward                           | 7:25     |  |
| 5.                                 | «Black Sabbath»                               | Iommi, Butler, Osbourne y Ward                                | 7:10     |  |
| 6.                                 | «The Dark» (instrumental)                     |                                                               | 1:05     |  |
| 7.                                 | «Zero the Hero»                               |                                                               | 6:54     |  |
| 8.                                 | «Digital Bitch»                               |                                                               | 3:33     |  |
| 9.                                 | «Iron Man»                                    | Iommi, Butler, Osbourne y Ward                                | 7:40     |  |
| 10.                                | «Smoke on the Water» (versión de Deep Purple) | Gillan, Ian Paice, Jon Lord, Ritchie Blackmore y Roger Glover | 4:56     |  |
| 11.                                | «Paranoid»                                    | Iommi, Butler, Osbourne y Ward                                | 4:17     |  |

Fuentes: Allmusic y Discogs

## Créditos
| Black Sabbath - Tony Iommi – guitarra y flauta - Geezer Butler – bajo - Ian Gillan – voz - Bill Ward – batería y percusión Músicos de sesión - Geoff Nicholls – teclado - Bev Bevan - batería (en el segundo disco de la reedición) | Producción - Robin Black - producción e ingeniería - Steve Barrett - dirección artística - Ross Halfin y Chris Walter - fotografía - Steve Joule - portada - Stephen Chase - asistencia de ingeniería - Ray Staff - remasterizado - Paul Clark - coordinación - Hugh Gilmour - diseño - Peter Restey - técnico |

Fuente: Allmusic.

## Posición en las listas
| País           | Lista                 | Mejor posición | Ref.   |
| -------------- | --------------------- | -------------- | ------ |
| Alemania       | German Albums Chart   | 37             | [ 60 ] |
| Australia      | ARIA                  | 53             | [ 61 ] |
| Canadá         | Canadian Albums Chart | 37             | [ 62 ] |
| Estados Unidos | Billboard 200         | 39             | [ 63 ] |
| Finlandia      | Mitä hittiä           | 6              | [ 50 ] |
| Japón          | Oricon Album Chart    | 133            | [ 52 ] |
| Noruega        | VG-lista              | 14             | [ 48 ] |
| Nueva Zelanda  | RIANZ                 | 44             | [ 53 ] |
| Reino Unido    | UK Albums Chart       | 4              | [ 64 ] |
| Suecia         | Sverigetopplistan     | 7              | [ 49 ] |

## Historial de lanzamientos
| Formato | País           | Discográfica e ID           | Año  | Ref.          |
| ------- | -------------- | --------------------------- | ---- | ------------- |
| LP      | Estados Unidos | Warner Bros. 1-23978        | 1983 | [ 65 ]        |
| LP      | México         | Vertigo LPR 23035           | 1983 | [ 66 ]        |
| Casete  | Alemania       | Vertigo 814 271-4           | 1983 | [ 67 ]        |
| Casete  | Estados Unidos | Waner Bros. 9 23978-4       | 1983 | [ 68 ]        |
| LP      | Japón          | Nippon 25PP-101             | 1983 | [ 69 ]        |
| LP      | Canadá         | Warner Bros. 92 39781       | 1983 | [ 70 ]        |
| LP      | Reino Unido    | Vertigo 814 271-1           | 1983 | [ 71 ]        |
| LP      | Brasil         | Vertigo 814 271-1           | 1983 | [ 72 ]        |
| LP      | Francia        | Vertigo 814 271-1           | 1983 | [ 73 ]        |
| LP      | Grecia         | Vertigo 814 271-1           | 1983 | [ 74 ]        |
| LP      | Países Bajos   | Vertigo 814 271-1           | 1983 | [ 75 ]        |
| LP      | Venezuela      | Polydor 20 057              | 1984 | [ 76 ]        |
| LP      | Argentina      | PolyGram 27146              | 1984 | [ 77 ]        |
| CD      | Alemania       | Vertigo 814 271-2           | 1987 | [ 78 ]        |
| CD      | Reino Unido    | Essential/Castle ESM CD 334 | 1996 | [ 79 ] [ 80 ] |
| CD      | Japón          | JVC Victor VICP-61287       | 2001 | [ 81 ]        |
| CD      | —              | Essential SMRCD-075         | 2001 | [ 82 ]        |
| LP      | Italia         | Earmark 41048               | 2003 | [ 83 ]        |
| CD      | —              | Rhino/Warner Bros.          | 2004 | [ 84 ]        |
| CD      | Reino Unido    | Sanctuary SMRCD075          | 2004 | [ 85 ]        |
| 2 CD    | Japón          | Universal UICY-75113/4      | 2011 | [ 86 ]        |
| 2 CD    | Reino Unido    | Sanctuary 2770406           | 2011 | [ 59 ]        |
| LP      | Alemania       | Noise 2781841               | 2011 | [ 87 ]        |